# Naraoia
Naraoia es un género extinto de pequeños artrópodos marinos encontrado en los esquisto de Burgess (Canadá), en los esquistos de Maotianshan (China) y en las pizarras de Murero (España) del Cámbrico y, en sedimentos mucho más recientes, en la Formación Bertie del Silúrico tardío, como un taxón lázaro (N. bertiensis). Eran animales aplanados y de forma oval. Tenían el exoesqueleto sin calcificar y estaba dividido en dos regiones, una región anterior más pequeña que cubría la cabeza y una sección mayor que cubría el cuerpo. No se insinúan lóbulos como los que tienen los trilobites verdaderos. Parece ser que todas las especies eran ciegas, no hay rastros de ojos. 
Los fósiles de Naraoia miden entre 2 y 4 cm de longitud.